# くつしたがだるだるになっちゃうわけ 〜イマドキ妖怪図鑑〜
『くつしたがだるだるになっちゃうわけ 〜イマドキ妖怪図鑑〜』（くつしたがだるだるになっちゃうわけ イマドキようかいずかん）は、ゴトウマサフミによる日本のイラスト漫画作品。『TOKYO妖怪図鑑』（とうきょうようかいずかん）のタイトルで、『モーニング』（講談社）にて2007年6号から48号まで連載された。
2014年4月から2015年9月までテレビアニメが放送され、それに連動したリレー漫画企画『くつだる。+』（くつだるプラス）が、『モーニング』『週刊Dモーニング』にて2014年18号から21号まで連載され、18号にはゴトウマサフミによる『イマドキ妖怪図鑑』、19号には木下晋也、20号にはひなきみわ、21号には横山キムチによる『イマドキ妖怪劇場』が掲載された。

## 書誌情報
著者はゴトウマサフミ、出版は講談社。
くつしたがだるだるになっちゃうわけ 〜イマドキ妖怪図鑑〜
2011年8月5日に発売された、『TOKYO妖怪図鑑』から抜粋した内容を再編集して収録した単行本。ISBN 978-4-06-364874-4。
くつだる。 〜イマドキ妖怪図鑑〜
2014年6月28日に発売された、『TOKYO妖怪図鑑』をもとに描き下ろしを加えて再編集して収録した単行本。ISBN 978-4-06-364959-8。
あるあるネタがいっぱい!イマドキ妖怪くつだる。
2017年6月22日に発売された、ボンボンTVのTwitterアカウントおよびYouTubeチャンネルにて配信された8コマ漫画の単行本。ISBN 978-4-06-365026-6。

## イマドキ妖怪
「No.」は、1から44までは『くつしたがだるだるになっちゃうわけ 〜イマドキ妖怪図鑑〜』、45から200までは『イマドキ妖怪図鑑 〜単行本未収録妖怪集〜』に準拠する。また、「担当声優」および「登場話」（初登場話）は、テレビアニメ版のもの。
| No. | 名称                         | 担当声優                                                                   | 登場話 |
| --- | ---------------------------- | -------------------------------------------------------------------------- | ------ |
| 001 | 軍手                         | 非公表                                                                     | 第31話 |
| 002 | うそくもり                   |                                                                            |        |
| 003 | きっちり隊                   | 斉藤貴美子（A）、前田綾香（B）、平良亜弓（C）                              | 第2話  |
| 004 | 自動ドア男                   |                                                                            |        |
| 005 | ゴジー＆ダツジー             |                                                                            |        |
| 006 | ストローひっぱり             | 宮坂俊蔵                                                                   | 第6話  |
| 007 | ナナのおとしご               |                                                                            |        |
| 008 | エスカ霊太                   |                                                                            |        |
| 009 | ピッちゃん                   | 美馬利恵子（第11話）、大和田仁美（第30話 - 第31話）                        | 第11話 |
| 010 | コーンポター獣               | 日比愛子                                                                   | 第4話  |
| 011 | 点点コピー                   |                                                                            |        |
| 012 | ガタガタさん                 | 陰山真寿美                                                                 | 第10話 |
| 013 | ミルクとばし                 |                                                                            |        |
| 014 | タルト・デ・カーン           | 酒井凜太朗                                                                 | 第17話 |
| 015 | だるだるくつした             | 疋田由香里                                                                 | 第1話  |
| 016 | おじぎさん                   |                                                                            |        |
| 017 | タグピンあつめ               | 日比愛子                                                                   | 第37話 |
| 018 | タルタルけちり               |                                                                            |        |
| 019 | ポイントカード霊             |                                                                            |        |
| 020 | 鼻から出太郎                 | 大空直美                                                                   | 第7話  |
| 021 | ロデオホース                 |                                                                            |        |
| 022 | ペン先ゆるめちゃん           |                                                                            |        |
| 023 | ウタスキー                   |                                                                            |        |
| 024 | せんしゃご                   |                                                                            |        |
| 025 | お札もどし                   | 滑川洋平                                                                   | 第16話 |
| 026 | 小銭落とし                   | 川上晃二                                                                   | 第16話 |
| 027 | 守誤霊                       |                                                                            |        |
| 028 | 蚊セーフさん                 |                                                                            |        |
| 029 | なじまんばばあ               | 斉藤貴美子                                                                 | 第1話  |
| 030 | ミートソース兵               | 宮坂俊蔵                                                                   | 第5話  |
| 031 | オイチャイナ                 |                                                                            |        |
| 032 | グラスドーン                 | 大坪康亮                                                                   | 第25話 |
| 033 | ケダル                       |                                                                            |        |
| 034 | ワリバシドリ                 |                                                                            |        |
| 035 | アバババババァ               |                                                                            | 第31話 |
| 036 | シャンプー少年               | 川上晃二                                                                   | 第43話 |
| 037 | 時間のおっさん               |                                                                            |        |
| 038 | チクチくん                   | 山口繭                                                                     | 第24話 |
| 039 | 肩チョン                     | 平良亜弓                                                                   | 第1話  |
| 040 | 音ナラ                       |                                                                            | 第31話 |
| 041 | ポッケのゼニー               |                                                                            |        |
| 042 | チャノワ                     |                                                                            | 第31話 |
| 043 | 長頭先生                     |                                                                            |        |
| 044 | キイテナ石                   |                                                                            |        |
| 045 | クスリびんのジョー           |                                                                            |        |
| 046 | シメシメ                     |                                                                            |        |
| 047 | 氷あり                       | 非公表                                                                     | 第32話 |
| 048 | こんせんと                   |                                                                            |        |
| 049 | コードの鬼                   |                                                                            |        |
| 050 | ちり神                       |                                                                            |        |
| 051 | トロ〜リ                     |                                                                            | 第31話 |
| 052 | セロテープのミイラ男         |                                                                            |        |
| 053 | ふぁあ                       |                                                                            |        |
| 054 | メモ魔                       | 斉藤貴美子                                                                 | 第28話 |
| 055 | 魔人ハンガー                 |                                                                            |        |
| 056 | ポトッとネジの助             |                                                                            |        |
| 057 | アルミ玉                     |                                                                            |        |
| 058 | フリスクちらし               |                                                                            |        |
| 059 | しりひき                     |                                                                            |        |
| 060 | トレイ・ポッコー             |                                                                            |        |
| 061 | 靴ポツン                     |                                                                            |        |
| 062 | フランジュース               |                                                                            |        |
| 063 | 魔ゼンタ                     |                                                                            |        |
| 064 | パカット                     | 西脇保                                                                     | 第26話 |
| 065 | 一つ指小僧                   |                                                                            |        |
| 066 | ココマデ・デーテル           |                                                                            |        |
| 067 | ザラメ                       |                                                                            |        |
| 068 | しょうゆチビチビ             |                                                                            |        |
| 069 | 虹描き                       |                                                                            |        |
| 070 | うらないビリー               |                                                                            |        |
| 071 | クロー・Ｚ                   |                                                                            |        |
| 072 | ひっかけノブ                 |                                                                            |        |
| 073 | 鬼オン                       |                                                                            |        |
| 074 | シロメガネ                   | 日比愛子                                                                   | 第22話 |
| 075 | イーカケーノ＆ユーノヤメーノ |                                                                            |        |
| 076 | ナゲレーン                   |                                                                            |        |
| 077 | せんべいしけらせ丸           | 菅沼久義                                                                   | 第41話 |
| 078 | ゴミガエル                   | 非公表                                                                     | 第31話 |
| 079 | タンジョビー                 |                                                                            |        |
| 080 | ベルトさがり                 |                                                                            |        |
| 081 | アイスぽとぽと               | 宮坂俊蔵                                                                   | 第34話 |
| 082 | パシリシェフ                 |                                                                            |        |
| 083 | コッチくん                   |                                                                            |        |
| 084 | チルド漣                     |                                                                            |        |
| 085 | 手ぶれ師                     |                                                                            |        |
| 086 | おもいだし様                 | 川上晃二                                                                   | 第30話 |
| 087 | 水たまり男                   | 会一太郎                                                                   | 第13話 |
| 088 | フキダシおばけ               |                                                                            |        |
| 089 | ピーナッツさん               |                                                                            |        |
| 090 | ブームサル                   |                                                                            |        |
| 091 | ニサツメドリ                 |                                                                            |        |
| 092 | リサイ・クルクル             |                                                                            |        |
| 093 | 光のユーレイ                 |                                                                            | 第32話 |
| 094 | ストーキングピザ             |                                                                            |        |
| 095 | 温目薬                       |                                                                            |        |
| 096 | 粉雪男                       |                                                                            |        |
| 097 | 渋滞メガネ                   |                                                                            |        |
| 098 | 青の一つ目小僧               |                                                                            |        |
| 099 | ケムリ呼び                   |                                                                            |        |
| 100 | チカちゃん                   | 長久友紀（第27話）、小畠つかさ（第48話）                                   | 第27話 |
| 101 | ドラム                       |                                                                            |        |
| 102 | ガクン                       | 荒井聡太                                                                   | 第11話 |
| 103 | マボロシ段団                 |                                                                            |        |
| 104 | ユズリ・ミッチー             | 宮坂俊蔵                                                                   | 第23話 |
| 105 | ハラッタダケ                 |                                                                            |        |
| 106 | ふくろあつめ                 |                                                                            |        |
| 107 | ストラップ切り               |                                                                            |        |
| 108 | 紙づまり                     | 奥畑幸典                                                                   | 第35話 |
| 109 | 水まきさん                   |                                                                            |        |
| 110 | マドノウラー                 |                                                                            |        |
| 111 | カタムスビ姉妹               | 山口繭（姉）、日比愛子（妹）                                               | 第3話  |
| 112 | ツブサレムシ                 |                                                                            |        |
| 113 | ビタンさん                   |                                                                            |        |
| 114 | 紳士ファスナー               |                                                                            |        |
| 115 | 洗剤潜在魔人                 |                                                                            |        |
| 116 | 甲ノトリ                     | 山口繭                                                                     | 第39話 |
| 117 | ベーコン岩                   | 川上晃二                                                                   | 第32話 |
| 118 | ファン！                     |                                                                            |        |
| 119 | あめたたき                   |                                                                            |        |
| 120 | カリッパ                     |                                                                            | 第31話 |
| 121 | ムフォ                       |                                                                            |        |
| 122 | アンシロー                   |                                                                            |        |
| 123 | タン・タタン                 | 非公表                                                                     | 第32話 |
| 124 | 汚ケシゴム様                 |                                                                            | 第31話 |
| 125 | コンビニすべり               |                                                                            |        |
| 126 | イレカエ・シーディー         |                                                                            |        |
| 127 | ミツカランナ                 |                                                                            |        |
| 128 | パー王                       |                                                                            |        |
| 129 | 靴地蔵                       |                                                                            |        |
| 130 | 夢乃中主任                   |                                                                            |        |
| 131 | シーン霊                     | 前田綾香                                                                   | 第21話 |
| 132 | アカリサゲ                   |                                                                            |        |
| 133 | オビステレン                 |                                                                            |        |
| 134 | おりん                       |                                                                            |        |
| 135 | シャツノボたん               |                                                                            |        |
| 136 | ヤメジュール                 |                                                                            |        |
| 137 | ハフホフ夫婦                 |                                                                            |        |
| 138 | モタモタレジ                 |                                                                            |        |
| 139 | 首ふりストロー               |                                                                            |        |
| 140 | クツイシ                     | 非公表                                                                     | 第3話  |
| 141 | 脳内リピート                 | 荒井聡太                                                                   | 第9話  |
| 142 | ベツバラー                   | 岡本寛志                                                                   | 第12話 |
| 143 | アッチュー魔                 |                                                                            |        |
| 144 | かさか様                     |                                                                            |        |
| 145 | タコヌ鬼                     |                                                                            |        |
| 146 | ミソウ神                     |                                                                            |        |
| 147 | ユビサキ・ベータ             |                                                                            |        |
| 148 | 怪盗モーチョイ               |                                                                            |        |
| 149 | モッタマンマ                 | 陰山真寿美                                                                 | 第32話 |
| 150 | ソンスルー先輩               |                                                                            |        |
| 151 | ナン・デモイ                 |                                                                            |        |
| 152 | モゴモ                       |                                                                            |        |
| 153 | カタムケくん                 | 新井良平                                                                   | 第46話 |
| 154 | スイズラー                   | 宮坂俊蔵                                                                   | 第38話 |
| 155 | ヨギール                     |                                                                            |        |
| 156 | チョイノコシ                 |                                                                            |        |
| 157 | マルクナール                 |                                                                            |        |
| 158 | 怪回ペン                     |                                                                            |        |
| 159 | ヨンデモコズ                 |                                                                            |        |
| 160 | サラニサラ                   |                                                                            |        |
| 161 | フタ固め                     | 荒井聡太                                                                   | 第19話 |
| 162 | ネサゲ・ジワット             |                                                                            |        |
| 163 | ニドミー                     |                                                                            |        |
| 164 | 強ケツ鬼                     |                                                                            |        |
| 165 | カシパシーン                 |                                                                            |        |
| 166 | のばしのばし                 |                                                                            |        |
| 167 | かぶりメシ                   |                                                                            |        |
| 168 | エレ・ベイダー               |                                                                            | 第31話 |
| 169 | 少風亭ハンカチ               |                                                                            | 第31話 |
| 170 | 傘吸い                       |                                                                            |        |
| 171 | 鼻こちょこちょ               | 三井彩                                                                     | 第42話 |
| 172 | タイオンミ〜ル               |                                                                            |        |
| 173 | ジックリ・コトコトー         |                                                                            |        |
| 174 | マズソージ                   |                                                                            |        |
| 175 | USB返し                      |                                                                            |        |
| 176 | 汁のみ                       |                                                                            |        |
| 177 | ツクリオ鬼                   |                                                                            |        |
| 178 | オタマピャー                 | 井上詩央里                                                                 | 第20話 |
| 179 | コースターあげじじい         | 宮崎寛務                                                                   | 第8話  |
| 180 | カゴミちゃん                 |                                                                            |        |
| 181 | ホーバル                     |                                                                            |        |
| 182 | ラスイチ                     | 川上晃二                                                                   | 第44話 |
| 183 | わくわくわくわく             |                                                                            |        |
| 184 | 破れ口のパックン             |                                                                            |        |
| 185 | クライクラ〜イ               |                                                                            |        |
| 186 | パーカーズ                   | 劉セイラ（パー坊）、一木千洋（カー坊）                                     | 第18話 |
| 187 | ナツノアツサ                 |                                                                            |        |
| 188 | 名刺きらし                   |                                                                            | 第31話 |
| 189 | チクデン                     | 宮坂俊蔵                                                                   | 第32話 |
| 190 | 固丸                         |                                                                            | 第31話 |
| 191 | シュッピー                   |                                                                            | 第31話 |
| 192 | ベルト霊                     |                                                                            |        |
| 193 | ヘコヘコ                     | 蟹江俊介                                                                   | 第45話 |
| 194 | 靴はかせ                     | 非公表                                                                     | 第38話 |
| 195 | 突然のニョーイ               |                                                                            |        |
| 196 | バックプリント               |                                                                            | 第31話 |
| 197 | ミツケ隊                     | 川上晃二（A）、増尾興佑（B、第15話）、宮坂俊蔵（B、第31話）、滑川洋平（C） | 第15話 |
| 198 | エスカエル                   |                                                                            |        |
| 199 | ノロイの親子                 |                                                                            |        |
| 200 | ゼツミョーニ・タリーヌ       |                                                                            | 第32話 |

## テレビアニメ
| 企画                       | KAZUO                     |
| 原案                       | ゴトウマサフミ            |
| 監督                       | 加藤タカ                  |
| 副監督                     | 小林浩輔                  |
| キャラクターデザイン       | 渡辺るりこ                |
| 美術監督                   | 宮前光春                  |
| 音響監督                   | 菅原三穂                  |
| 音楽                       | 大石憲一郎                |
| オープニングアニメーション | 加藤タカ スタジオフラッド |
| アニメーション制作         | エッグ                    |
| プロデューサー             | 古橋洋輔                  |
| 音響効果                   | 森本清人                  |
| キャスティング協力         | 青二プロダクション        |
| 制作デスク                 | 和田春菜                  |
| アニメーション制作協力     | スタジオフラッド          |
| エンディングドローイング   | 高橋百合子                |
| 製作                       | くつだる。製作委員会      |

『くつだる。』のタイトルで、2014年4月2日から2015年9月30日までNHK Eテレの『Let's天才てれびくん』のアニメ枠にて放送された。ナレーションは稲田徹。
テレビ放送版では、本編の後（第27話では前）に視聴者が考案したイマドキ妖怪を紹介するコーナーが挿入されるが、内容は本編が再放送であっても毎週異なる。コーナーの進行役とコーナー名は放送期間によって異なり、2014年4月2日から9月17日、2015年2月25日から3月18日までは稲田のナレーションによる「み・つ・け・て くつだる。」、2014年9月24日から2015年2月18日まではマボロシ☆ラ部による「イマドキ妖怪Ch」、2015年4月1日から9月30日まではイマドキ妖怪部の部員による「イマすぐ!あいたい!!イマドキ妖怪」となっている。

### 登場キャラクター
「声」は担当声優。

#### イマドキ妖怪部
猫田カオル（ねこた カオル）
声 - 堀内まり菜
イマドキ妖怪が見える女子中学生。イマドキ妖怪の気配を感じるとクシャミが出る。
丸尾ミカ子（まるお みかこ）
声 - 金井美樹
カオルの先輩で、謎多き少女。イマドキ妖怪が見え、その写真を撮っている。イマドキ妖怪部の創設者で、カオルのイマドキ妖怪に対する行動を観察し、カオルたちを引き込む。
柄沢りん（からさわ りん）
声 - 佐藤日向
カオルのクラスメイトで、ボーイッシュな外見の少女。足や指の間から覗くとイマドキ妖怪が見える。
立花くらら（たちばな くらら）
声 - 島ゆいか
カオルのクラスメイトで、ダニエルに憧れる少女。曇った眼鏡を掛けるとイマドキ妖怪が見える。
ダニエル森下（だにえる もりした）
声 - 菅沼久義
カオルたちが通う中学校の社会科教師。イマドキ妖怪部の顧問だが、イマドキ妖怪は見えない。ミカ子の従兄弟で、イギリス人とのハーフ。容姿端麗だが、イマドキ妖怪の影響を受けて格好悪くなることが多い。

#### イマドキ妖怪部以外の人間
ユウタ
声 - 井上詩央里
カオルの弟。
冴えないくん
声 - 宮坂俊蔵、岡本寛志（第21話）、新井良平（第45話）
高嶺の花ちゃん
声 - 井上詩央里

#### テレビアニメ版が初出のイマドキ妖怪
だるだるくつしたの母
声 - 前田綾香
第1話から登場。
鼻から出太子、耳から出太郎、耳から出太子、脇から出太郎、脇から出太子
声 - 宮崎寛務（脇から出太郎）
第7話に登場。鼻から出太郎と同じ「妖怪出太郎族」に属する妖怪たち。
コースター・アゲノビッチ
声 - 非公表
第8話から登場。コースターあげじじいのライバル。
ガタガタさんの子供
声 - 美馬利恵子
第10話から登場。
妖怪ディレクター
声 - 高戸靖広
第12話に登場。ベツバラーが出演した「妖怪チャンネル」の番組を制作している妖怪。
カクシ隊
声 - 非公表
第15話に登場。『あるあるネタがいっぱい!イマドキ妖怪くつだる。』にも、2コマのみ登場している。ミツケ隊のライバル。
フタミ
声 - 前田綾香
第19話に登場。フタ固めの娘。
のむとヒゲール
声 - 劉セイラ
第27話に登場。視聴者考案の妖怪。
のむとヒゲールの祖父
声 - 非公表
第27話に登場。
スィートルメモリー
声 - 陰山真寿美
第30話に登場。おもいだし様の宿敵。
鬼首ウィルソン
声 - 稲田徹
第40話に登場。壊し屋チャックがボクシングの試合で対戦した相手。原作者のゴトウがテレビアニメ版のために新たに描きおろしたキャラクターで、「鬼の首をとった」という言葉を聞いて首を取られることが怖くなり、頭部と胴体が一体化した首がない容姿となった鬼。
リンスちゃん
声 - 松井桃子
第43話に登場。『あるあるネタがいっぱい!イマドキ妖怪くつだる。』にも、1コマのみ登場している。シャンプー少年のライバル。

### 主題歌
| 話数            | 使用   | 曲名           | 作詞・作曲・編曲・歌                                                |
| --------------- | ------ | -------------- | ------------------------------------------------------------------- |
| 第1話 - 第16話  | OP     | Hello Hello    | 作詞 - 井上望 / 作曲 - 岩崎貴文 編曲 - 加藤みちあき / 歌 - 宮島咲良 |
| 第1話 - 第16話  | ED     | 白いページ     | 作詞 - 井上望 / 作曲 - 岩崎貴文 編曲 - 加藤みちあき / 歌 - 宮島咲良 |
| 第1話 - 48話    | 挿入歌 | マボロシ☆ラ部  | 作詞 - 藤林聖子 作曲・編曲 - ha-j 歌 - マボロシ☆ラ部                |
| 第17話 - 第48話 | OP     | Merry Go World | 作詞 - 藤林聖子 作曲・編曲 - ha-j 歌 - マボロシ☆ラ部                |
| 第17話 - 第48話 | ED     | 記念日ノート   | 作詞 - 藤林聖子 作曲・編曲 - ha-j 歌 - マボロシ☆ラ部                |

### 各話リスト
| 話数   | サブタイトル                                     | 脚本         | 絵コンテ   | 初放送日       |
| ------ | ------------------------------------------------ | ------------ | ---------- | -------------- |
| 第1話  | くつしたがだるだるになっちゃうわけ               | 清水東       | 加藤タカ   | 2014年 4月2日  |
| 第2話  | 本がキッチリつめこまれちゃうわけ                 | 黒住光       | 加藤タカ   | 4月9日         |
| 第3話  | ひもがカタムスビになっちゃうわけ                 | うえのきみこ | 柳瀬雄之   | 4月16日        |
| 第4話  | コーンポタージュにかたまりが残っちゃうわけ       | 清水東       | 柳瀬雄之   | 4月30日        |
| 第5話  | ミートソースが服についちゃうわけ                 | 内藤英一     | 及川啓     | 5月7日         |
| 第6話  | ストローがパックの中に落ちちゃうわけ             | 黒住光       | 及川啓     | 5月14日        |
| 第7話  | 鼻毛がひょっこりでちゃうわけ                     | うえのきみこ | 西野理恵   | 5月21日        |
| 第8話  | コースターがグラスにくっついちゃうわけ           | 清水東       | 及川啓     | 6月4日         |
| 第9話  | メロディが頭からはなれなくなっちゃうわけ         | 黒住光       | 飯野まこと | 6月11日        |
| 第10話 | イスがガタガタしちゃうわけ                       | 大草芳樹     | 及川啓     | 6月25日        |
| 第11話 | 居眠りしてるとガクンとなっちゃうわけ             | うえのきみこ | 及川啓     | 7月2日         |
| 第12話 | 満腹でもお菓子はたべられちゃうわけ               | 清水東       | 小林浩輔   | 7月9日         |
| 第13話 | 水たまりの水がはねちゃうわけ                     | 内藤英一     | 及川啓     | 7月16日        |
| 第14話 | 体育館の天井にボールがはさまっちゃうわけ         | 黒住光       | 高橋雅之   | 9月3日         |
| 第15話 | 忘れたころに探し物がみつかっちゃうわけ           | 大草芳樹     | 高橋雅之   | 9月10日        |
| 第16話 | 自動販売機に入れたお札がもどってきちゃうわけ     | うえのきみこ | 小林浩輔   | 9月17日        |
| 第17話 | タルトの底を切ったときカーンと音が鳴っちゃうわけ | 清水東       | 加藤タカ   | 9月24日        |
| 第18話 | パーカーのひもが片方だけ長くなっちゃうわけ       | 黒住光       | 飯野まこと | 10月8日        |
| 第19話 | ビンのフタが固くて開かなくなっちゃうわけ         | 内藤英一     | 星野真     | 10月15日       |
| 第20話 | オタマに当たって水がはねちゃうわけ               | 清水東       | 及川啓     | 10月22日       |
| 第21話 | 会話の途中でとつぜんシーンとなっちゃうわけ       | うえのきみこ | 星野真     | 10月29日       |
| 第22話 | メガネが白くくもっちゃうわけ                     | 大草芳樹     | 星野真     | 11月12日       |
| 第23話 | 道でお見合いしちゃうわけ                         | 黒住光       | 及川啓     | 11月19日       |
| 第24話 | 髪を切ったあと首筋がチクチクしちゃうわけ         | 内藤英一     | 渡辺るりこ | 11月26日       |
| 第25話 | グラスがドーンと倒れちゃうわけ                   | 内藤英一     | 宗廣智行   | 12月10日       |
| 第26話 | 携帯電話をパカッと開きたくなっちゃうわけ         | 清水東       | 星野真     | 12月17日       |
| 第27話 | クリーミーな飲み物を飲むとヒゲがついちゃうわけ   | 大草芳樹     | 星野真     | 12月24日       |
| 第28話 | なんでメモしたか忘れちゃうわけ                   | うえのきみこ | 西野理恵   | 2015年 1月14日 |
| 第29話 | ついつい話を盛っちゃうわけ                       | 黒住光       | 西野理恵   | 1月21日        |
| 第30話 | 思いついたとき思わず手を叩いちゃうわけ           | 内藤英一     | 小林浩輔   | 1月28日        |
| 第31話 | イマドキ妖怪部がくじけないわけ（前編）           | 清水東       | 小林浩輔   | 2月4日         |
| 第32話 | イマドキ妖怪部がくじけないわけ（後編）           | 清水東       | 加藤タカ   | 2月11日        |
| 第33話 | メニューがパタッとたおれちゃうわけ               | 清水東       | 西野理恵   | 4月1日         |
| 第34話 | とけたアイスがぽとぽとたれちゃうわけ             | 黒住光       | 西野理恵   | 4月8日         |
| 第35話 | プリンターに紙がつまっちゃうわけ                 | うえのきみこ | 小林浩輔   | 4月15日        |
| 第36話 | ごみ取りテープがベターッとはりついちゃうわけ     | 内藤英一     | 小林浩輔   | 4月29日        |
| 第37話 | タグピンがどこかへいっちゃうわけ                 | 黒住光       | 小林浩輔   | 5月6日         |
| 第38話 | 吸っても吸ってもシェイクがでてこないわけ         | うえのきみこ | 小林浩輔   | 5月13日        |
| 第39話 | 落としたものが足の甲に当たっちゃうわけ           | 内藤英一     | 小林浩輔   | 5月20日        |
| 第40話 | 洋服のチャックが開かなくなっちゃうわけ           | 清水東       | 小林浩輔   | 6月3日         |
| 第41話 | おせんべいがシケちゃうわけ                       | 黒住光       | 小林浩輔   | 6月10日        |
| 第42話 | 鼻がムズムズしちゃうわけ                         | 黒住光       | 小林浩輔   | 6月17日        |
| 第43話 | シャンプーとリンスを間違えちゃうわけ             | 大草芳樹     | 小林浩輔   | 7月1日         |
| 第44話 | ないと思ったお菓子がひとつだけ残っているわけ     | うえのきみこ | 小林浩輔   | 7月8日         |
| 第45話 | シャーペンの芯がヘコッとしちゃうわけ             | 内藤英一     | 小林浩輔   | 7月15日        |
| 第46話 | お弁当が片寄っちゃうわけ                         | うえのきみこ | 小林浩輔   | 9月2日         |
| 第47話 | トングをカチカチしちゃうわけ                     | 清水東       | 小林浩輔   | 9月9日         |
| 第48話 | イマドキ妖怪がそこにいるわけ                     | 内藤英一     | 加藤タカ   | 9月16日        |

### 放送局
| 放送期間                     | 放送時間           | 放送局    | 対象地域 | 備考                          |
| ---------------------------- | ------------------ | --------- | -------- | ----------------------------- |
| 2014年4月2日 - 2015年9月30日 | 水曜 18:45 - 18:55 | NHK Eテレ | 日本全域 | Let's天才てれびくん内にて放送 |

| 初回配信日    | 放送時間             | 配信元             | 備考                                       |
| ------------- | -------------------- | ------------------ | ------------------------------------------ |
| 2014年9月4日  | 木曜 12:00 更新      | バンダイチャンネル | 8月22日に先行して第1話から第13話を同時配信 |
| 2015年12月2日 | 水曜・土曜 7:00 更新 | キッズボンボン     |                                            |

| NHK Eテレ 水曜18:45枠           | NHK Eテレ 水曜18:45枠 | NHK Eテレ 水曜18:45枠  |
| 前番組                          | 番組名                | 次番組                 |
| ------------------------------- | --------------------- | ---------------------- |
| 大!天才てれびくん※18:20 - 18:54 | くつだる。            | 探偵チームKZ事件ノート |

### 関連書籍
イマドキ妖怪 くつだる。 ミニブック
2014年9月11日に講談社から発売された、ゴトウマサフミが原案および原作を務める書籍、ISBN 978-4-06-387340-5。

### イマドキ妖怪ch
『イマドキ妖怪Ch』は、2014年4月2日から9月24日までYouTubeにて配信された、マボロシ☆ラ部によるテレビアニメのスピンオフ企画。第6話から第9話まで開催された、あるあるネタの共感度を競う「アールアールグランプリ」で優勝したネタは、原作者のゴトウによってイマドキ妖怪化され、『モーニング』2014年31号に掲載された。
| 話数   | サブタイトル                                    | 初配信日      |
| ------ | ----------------------------------------------- | ------------- |
| 第1話  | 最近あったあるある体験                          | 2014年 4月2日 |
| 第2話  | 良い子は食べたら歯磨きをしよう                  | 4月9日        |
| 第3話  | 勝てないなー。ここまで弱いと心が痛みます        | 4月16日       |
| 第4話  | 何でもかんでも妖怪の仕業にするんじゃない！      | 4月23日       |
| 第5話  | いいなー、青春だなあ                            | 4月30日       |
| 第6話  | アールアールグランプリ開催！挑戦者 猫田カオル！ | 5月7日        |
| 第7話  | アールアールグランプリ開催！挑戦者 丸尾ミカ子！ | 5月14日       |
| 第8話  | アールアールグランプリ開催！挑戦者 柄沢りん！   | 5月21日       |
| 第9話  | アールアールグランプリ開催！挑戦者 立花くらら！ | 5月28日       |
| 第10話 | やってみよう！妖怪の名前をつけてみる編          | 6月4日        |
| 第11話 | やってみよう！妖怪のイラストを描いてみる編      | 6月11日       |
| 第12話 | あなたはたい焼きどこから食べる？                | 6月18日       |
| 第13話 | 放課後、本屋さんに寄ろうよ！                    | 6月25日       |
| 第14話 | アールアールグランプリ結果発表〜！              | 7月2日        |
| 第15話 | イズイズ妖怪Ch①まもなく、ドアが閉まります。     | 7月9日        |
| 第16話 | イズイズ妖怪Ch②伊豆のいいとこみーつけた！       | 7月16日       |
| 第17話 | 夏休みの計画                                    | 7月23日       |
| 第18話 | みんな歌が大好き。一緒に歌いたい。              | 7月30日       |
| 第19話 | 夏のイベントと言えば…                           | 8月6日        |
| 第20話 | 怖い話（階段だけに…）                           | 8月13日       |
| 第21話 | 夏は恋の季節!?                                  | 8月20日       |
| 第22話 | 夏休みが終わっちゃう。あれ、宿題は？            | 8月27日       |
| 第23話 | 私の好きなもの                                  | 9月3日        |
| 第24話 | 周りの意見って気になります                      | 9月10日       |
| 第25話 | 一番になったこと！一番になりたいこと！          | 9月17日       |
| 最終話 | マボロシ☆ラ部                                   | 9月24日       |

### タイアップ
- 伊豆急行 - 2014年7月17日から8月31日まで、主力車両である伊豆急行2100系電車にイマドキ妖怪のイラストが外観ラッピング施工され、伊豆急行線内を走行した[17]。